# TV Cristal (Palmas)
TV Cristal é uma emissora de televisão brasileira sediada em Palmas, capital do estado do Tocantins. Opera no canal 5 (16 UHF digital) e é afiliada à TV A Crítica. Pertence ao Sistema de Telecomunicações do Pará.

## História

### Antecedentes (1992-2018)
A emissora foi fundada em 19 de maio de 1992 como TV Real por Graciomário de Queiroz, sendo afiliada ao SBT. Utilizava também o nome "Sistema Tocantinense de Televisão". Em 15 de abril de 1997, foi vendida para o Sistema de Telecomunicações do Pará.
Em 28 de outubro de 2000, a emissora muda o nome fantasia para TV Cristal, passando a repetir o sinal da RedeTV!. O SBT passou a ser transmitido pelo canal 7, através da TV Jovem, nova afiliada da rede.
Em 9 de junho de 2006, a então TV Cristal, juntamente com as emissoras em Palmas (TV Jovem, TV Central, TV Gênesis e Rede Boas Novas Palmas) são condenadas pelo ministro Cesar Asfor Rocha, corregedor-geral do Tribunal Superior Eleitoral (TSE), por terem deixado de transmitir parcialmente, a propaganda partidária do Partido Democrático Trabalhista (PDT). O partido conseguiu a vitória após convencer o TSE de que as cinco emissoras de TV em Palmas e de cidades tocantinenses manipularam politicamente seu programa partidário semestral, com edições da propaganda no dia 8 de maio, quando as emissoras boicotaram a exibição, apesar de terem recebido, cada uma, a fita contendo a gravação do programa com antecedência superior a 24 horas.
O TSE reconheceu a má-fé das emissoras devido ao fato da TV Jovem ter editado a fita do programa partidário do partido, deixando de transmitir seus quatro minutos e meio iniciais, enquanto as demais quatro emissoras (inclusive a TV Cristal) nem chegaram a exibir o programa. As emissoras foram, no dia 28 de junho, determinadas a exibir na íntegra o programa do partido.
Em 2007, a emissora torna-se uma repetidora da Rede Brasil de Televisão. Em 2011, a programação a ser repetida no canal 5 passa a ser da Record News. A retransmissão da rede de notícias continuou até 2012, quando voltou a repetir a programação da Rede Brasil.

### Record News Tocantins (2018-2025)
Em 10 de agosto de 2018, 4 dias antes do desligamento do sinal analógico em Palmas, a emissora entra no ar com sinal digital por meio do canal 16 UHF em testes, e volta a transmitir o sinal da Record News. Passou a exibir, no mesmo mês, o programa independente Caminhos do Tocantins, aos domingos, ás 12:00.
Em janeiro de 2019, a emissora passa a operar no canal virtual 5.1. Em 17 de fevereiro de 2019, entra no ar o programa independente Nogueira Júnior News com o apresentador Nogueira Júnior, sendo exibido aos sábados, ás 12:30.
Em 4 de julho de 2020, o programa Nogueira Júnior News deu lugar ao Fala Tocantins, produzido pela mesma equipe do programa anterior e com mesmo formato, mas com mudanças como novos quadros e nova apresentadora, Lene Fernandes. O programa também era de produção independente. 
No dia 5 de dezembro do mesmo ano, foi ao ar o último Fala Tocantins. O cancelamento do programa ocorre cerca de 2 meses após o falecimento de Nogueira Júnior, que também estava atuando como repórter e era noivo da apresentadora Lene Fernandes. Um ano depois, em 5 de setembro de 2021, a Record News Tocantins passa a exibir o programa Bons Negócios Tocantins, apresentado por Fábia Lázaro, focado em assuntos relacionados ao empreendedorismo.

## Sinal digital
| Canal virtual | Canal digital | Resolução de tela | Programação                                                  |
| ------------- | ------------- | ----------------- | ------------------------------------------------------------ |
| 5.1           | 16 UHF        | 1080i             | Programação principal da Record News Tocantins / Record News |
| 5.2           | 16 UHF        | 1080i             | TV Assembleia do Tocantins                                   |
| 5.3           | 16 UHF        | 1080i             | Unitins TV / TV Cultura                                      |

A emissora iniciou as operações do seu sinal digital em 10 de agosto de 2018, pelo canal 16 UHF, com canal virtual 5.1.
Em 23 de julho de 2020, entrou no ar o subcanal da emissora no canal 5.2, para as aulas da Secretaria Municipal de Educação. As aulas passarão ser a ser exibidas no dia 9 de setembro. Em 5 de setembro, a emissora passou a exibir pelo multicanal um vídeo em loop falando dos horários das aulas. Em 25 de dezembro, o sinal é desligado.
Em 17 de julho de 2020, a prefeita de Palmas, Cinthia Ribeiro, anuncia que a emissora vai exibir, pelo canal 5.2, aulas da Secretaria Municipal de Educação. As aulas passarão a ser exibidas no dia 9 de setembro. 
Em 31 de maio de 2021, a emissora passou a retransmitir a programação da TV Assembleia do Tocantins no canal 5.3. Em 22 de junho, a TVE Unitins entrou no canal 5.2, e no dia seguinte, trocou de lugar com a TV Assembleia, info para o canal 5.3. Em 2 de julho de 2021, a emissora lançou oficialmente sua repetidora em Gurupi por meio do canal 26 UHF.

### Transição para o sinal digital
Com base no decreto federal de transição das emissoras de TV brasileiras do sinal analógico para o digital, a Record News Tocantins, bem como as outras emissoras de Palmas e região metropolitana, cessou suas transmissões pelo canal 5 VHF em 14 de agosto de 2018, seguindo o cronograma oficial da ANATEL. A emissora desligou o transmissor analógico às 23h59, durante a exibição do programa "Nação dos 318".